# Jan Kiepura

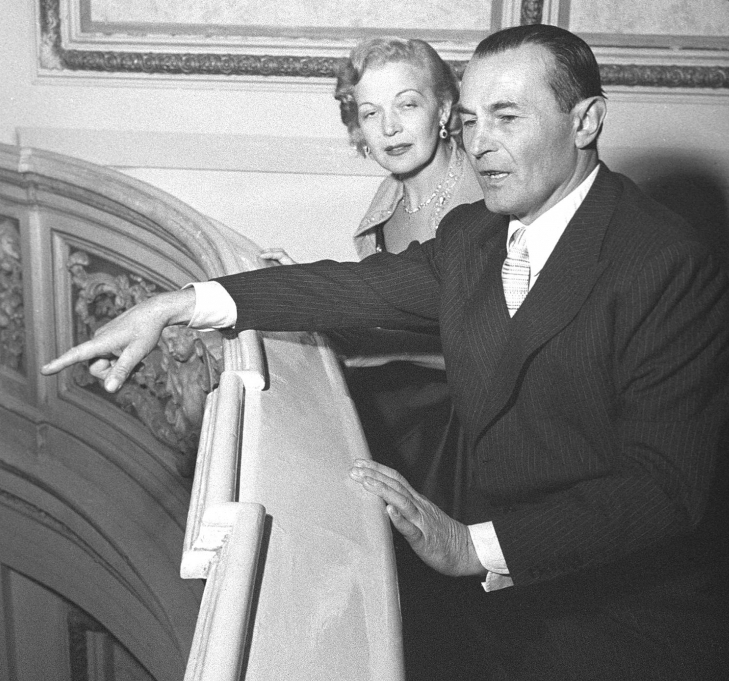
Marta Eggerth & Jan Kiepura (1954)

Jan Wiktor Kiepura (Sosnowiec, 16 maggio 1902 – Harrison, 15 agosto 1966) è stato un tenore e attore polacco.

## Biografia
Kiepura nacque a Sosnowiec, città del sud della Polonia che proprio in quegli anni ricevette la nomina a centro cittadino, da madre ebrea e da padre polacco.
Portato per la musica, cantò nel coro della scuola. Tuttavia, poiché i genitori volevano per lui un'educazione universitaria, nel 1920 si trasferì a Varsavia, dove si iscrisse alla facoltà di legge dell'Università di Varsavia. Tutto ciò, però, non poté arrestare l'astro nascente che, pur trovando concorrenza a Varsavia (vi erano due importanti tenori allora), riuscì ad ottenere un discreto seguito che gli garantì un buon esordio.
Agli inizi della sua carriera si esibì in dodici musical tra cui O czym się nie myśli (1926), Die sinngende Stadt nel (1930) e Zdobyć cię muszę (1933). Il suo repertorio lirico includeva Rigoletto, La bohème, Turandot e Carmen, che interpretò in alcuni grandi teatri europei prima e statunitensi poi, da quando si trasferì a New York.
Al Wiener Staatsoper debuttò nel 1926 come Mario Cavaradossi in Tosca (opera) con Maria Jeritza seguito da Calaf in Turandot diretto da Franz Schalk con Mária Németh, nel 1927 Der Fremde in Das Wunder der Heliane di Erich Wolfgang Korngold con Lotte Lehmann, nel 1929 Il duca di Mantova in Rigoletto e nel 1938 Don José nella Carmen diretta da Karl Alwin con Esther Réthy.
Nel 1927 all'Opera di Amburgo fu Scharfrichter-Schwertrichter nella prima assoluta di Das Wunder der Heliane di Erich Wolfgang Korngold con la Lehmann, nel 1928 Mario Cavaradossi in Tosca con la Jeritza al Palais Garnier di Parigi e nel 1929 Mascarille nella prima assoluta di Le preziose ridicole di Felice Lattuada, diretto da Gabriele Santini con Mafalda Favero, Ebe Stignani, Aristide Baracchi e Salvatore Baccaloni.
Nel 1936 Kiepura sposò il soprano lirico Marta Eggerth, dalla quale ebbe due figli. I due si esibirono insieme in qualche opera e in alcuni concerti. Incisero anche diversi dischi e girarono qualche film.
Al Metropolitan Opera House di New York debuttò nel 1938 come Rodolfo ne La bohème con Bidu Sayão, poi Don José in Carmen con Bruna Castagna ed Ezio Pinza, Il duca di Mantova in Rigoletto con Lawrence Tibbett e Lily Pons diretto da Ettore Panizza, nel 1939 Des Grieux in Manon (Massenet) e nel 1942 Cavaradossi in Tosca con Stella Roman.
Nel 1943 fu Danilo nella prima rappresentazione nel Majestic Theatre di New York di Die lustige Witwe con la Eggerth. Nel 1950 fu Edwin Ronald nella prima nel Théâtre de Paris di Die Csárdásfürstin, ancora con la moglie.
Il 15 agosto del 1966, all'età di 64 anni, Jan Kiepura morì improvvisamente a seguito di un attacco di cuore. In quel periodo stava lavorando, sempre con la moglie, ad un album per il quale aveva già scritto alcune canzoni. Per un certo tempo la moglie si ritirò dalla vita pubblica ma successivamente comparve come attrice in un altro film, il primo e l'ultimo dopo la morte del marito.

## Filmografia
- Die singende Stadt, regia di Carmine Gallone (1930)
- La città canora (City of Song), regia di Carmine Gallone (1931)
- Questa notte o mai più (Das Lied einer Nacht), regia di Anatole Litvak (1932)
- Aspetto una signora (1934)
- E Lucean le stelle (1935)
- Amo tutte le donne (Ich liebe alle Frauen), regia di Carl Lamac (1935)
- Al sole (1936)
- Il fascino di Bohème (1937)
- L'allegro cantante (Das Abenteuer geht weiter), regia di Carmine Gallone (1939)
- Addio Mimì! di Carmine Gallone (1947)
- Valzer d'Amore (1949)
- Das Land des Lächelns, regia di Hans Deppe e Erik Ode (1952)